# Neuróbica
Neuróbica consiste em desenvolver o equilíbrio e uso pleno do cérebro.

## Conceito
Consiste de ginástica para o cérebro. A neuróbica (ou neurofitness) é um conceito relativamente recente que tem vindo a ser desenvolvido como consequência dos últimos avanços das Neurociências. Nesta actividade procura-se proporcionar um espaço para o exercício da mente, tal como se fosse a prática de uma actividade física regular ou uma ida ao ginásio. Fundamenta-se na crença de que, tal como o corpo, para se desenvolver de forma equilibrada e plena, a mente terá que ser treinada, estimulada e desenvolvida.
Uma descoberta dentro da Neurociência vem revelar que o cérebro mantém a capacidade extraordinária de crescer e mudar o padrão de suas conexões.
Não se trata de acrescentar novas atividades à sua rotina, mas de fazer de forma diferente o que você realiza diariamente.
Esses exercícios ajudam a estimular a produção de nutrientes que desenvolvem as células do cérebro, tornando-o mais jovem e forte, e podem ser realizados em qualquer lugar, a qualquer hora.
Você sabia que o cérebro, apesar de envelhecer, continua a possuir uma capacidade extraordinária de crescer e mudar o padrão de suas conexões? Descobertas como esta constituem a base da Neuróbica, a nova teoria do exercício cerebral.
Assim como os exercícios físicos ajudam a manter sua forma física, a Neuróbica pode ajudar a melhorar sua capacidade cerebral. O seu objetivo é lhe proporcionar uma maneira equilibrada, confortável e agradável de estimular seu cérebro.
O programa de exercícios da Neuróbica oferece ao cérebro experiências fora da rotina, usando várias combinações de seus sentidos -- visão, olfato, tato, paladar e audição, além dos "sentidos" emocionais e sociais.

## Como foi desenvolvida

### Nos Estados Unidos
A Neuróbica surgiu nos EUA, criada pelo neurocientista americano Larry Katz e, como se trata do cérebro, tem como princípio a velha máxima use-o ou perca-o. É que quanto mais ativas, as diferentes áreas do cérebro e suas conexões ficam mais fortes e saudáveis.
No livro Mantenha seu Cérebro Vivo, Katz explica que o declínio das funções mentais pode não resultar da morte de células nervosas – o que ocorre, inevitavelmente, com a idade -, mas sim da redução do número de conexões entre elas. Os exercícios, portanto, servem para estimular a formação de sinapses - regiões dos neurônios responsáveis pela transmissão dos impulsos nervosos entre as células.

### No Brasil
A técnica tem seguidores no Brasil. Segundo o professor de Educação Física Vicente Rocha, o avanço da idade vai restringindo a capacidade de formar novas sinapses. "Além da restrição na formação dessas sinapses, as pessoas também podem perder as antigas por não usá-las. 
Atividades não-rotineiras, como andar de costas e movimentar os braços em dessincronia, ajudam a evitar que ocorram esses processos, pois obrigam o cérebro a realizar procedimentos que ele não está habituado", afirma.

### Aceitação
Entre os médicos, a aceitação ainda é controversa. Mas, para o professor, a eficácia é certa. "Certa vez, um senhor de 82 anos chegou até mim, sem conseguir andar. Oito meses da aeróbica do cérebro foram suficientes para que ele pudesse completar, sozinho, a volta completa na Lagoa Rodrigo de Freitas, caminhando", relata ele, com entusiasmo. 

### Objetivo
É ajudar o praticante a manter um nível permanente de capacidade, força e flexibilidade mental. O funcionamento é simples. Não é preciso resolver quebra-cabeças ou fazer baterias de testes. 
Os exercícios usam os cinco sentidos para estimular a tendência natural do cérebro de formar associações entre diferentes tipos de informações. 
Experimente usar o relógio de pulso no braço direito e de cabeça para baixo. Que tal escovar os dentes com a mão esquerda, se for destro, ou com a mão direita, se for canhoto? Ou vestir-se vestir-se de olhos fechados? Também vale fazer combinações gastronômicas inusitadas para estimular o paladar. Vale misturar maionese com leite condensado.
A proposta da neuróbica é mudar o comportamento rotineiro. Por isso, é recomendável virar fotos de cabeça para baixo para concentrar a atenção, usar um novo caminho para ir ao trabalho, conversar com o vizinho que nunca dá bom dia, interagir com pessoas desconhecidas são ações que levam a novas reações emocionais.

## Como acontece a Neuróbica
Ao fazer isso, circuitos quase nunca ativados da rede associativa do seu cérebro são utilizados, aumentando a flexibilidade mental.
Temos mais probabilidade de arquivar uma informação na memória de longo prazo se essa informação possui um significado emocional de maior peso.
É por isso que emoções agradáveis, através das interações sociais, constituem uma estratégia fundamental da Neuróbica.
A Neuróbica não vai lhe devolver um cérebro de vinte anos, mas pode ajudá-lo a acessar o arquivo de memórias que um jovem de vinte anos não possui.

## Benefícios da Neuróbica

### Para desenvolver os lobos frontais do cérebro
Esta zona está envolvida no planejamento e na criatividade. O primeiro exercício que lhe propomos consiste em escrever ou desenhar uma história. sente-se  no sofá, encoste-se e imagine-se em lugares no futuro ou num outro planeta.
O objetivo é afastar-se do presente e do local onde está através da imaginação. Quanto mais ricas forem as imagens mentais que criar, melhor será para as células nervosas envolvidas.

### Para desenvolver a memória
Este exercício envolve quase todo o cérebro. Sente-se confortavelmente, afaste as recordações negativas e reconstrua mentalmente a história da sua infância.
Junte pedaços de recordações e forme uma narrativa coerente. Tente lembrar-se dos cheiros, sons, cores, locais, animais e pessoas que fizeram parte do seu passado.E escreva essa historia para reforçar suas recordações.

### Para desenvolver o hemisfério esquerdo (envolvido nos raciocínios lógicos)
Imagine objectos e, mentalmente, deforme-os, altere-lhes o peso e a textura (imagine, por exemplo, uma pêra quadrada ou com anéis à volta como Saturno). Puxe pela imaginação e brinque com formas, medidas e pesos.

### Para desenvolver a percepção
Pegue em objectos que lhe sejam familiares, feche os olhos e visualize-os mentalmente, utilizando o tacto para detectar a textura, ângulos, forma, peso e temperatura. Este exercício envolve várias áreas sensoriais.

### Para desenvolver o córtex cerebral
De olhos fechados escreva o seu nome numa folha. De seguida tente escrever palavras e frases cada vez mais complexas.
Não se preocupe com o resultado final, pois o objectivo é que o córtex visual desenvolva um maior esforço, melhorando a sua percepção visual.

## Autoria
Os autores desta descoberta, Lawrence Katz e Manning Rubin (2000), revelam que Neuróbica, a "aeróbica dos neurônios", é uma nova forma de exercício cerebral projetada para manter o cérebro ágil e saudável, criando novos e diferentes padrões de atividades dos neurônios em seu cérebro. 
Cerca de 80% do nosso dia-a-dia é ocupado por rotinas que, apesar de terem a vantagem de reduzir o esforço intelectual, escondem um efeito perverso: limitam o cérebro. 
Para contrariar essa tendência, é necessário praticar exercícios "cerebrais" que fazem as pessoas pensarem somente no que estão fazendo, concentrando-se na tarefa.

## Exercícios mentais
O desafio da Neuróbica é fazer tudo aquilo que contraria as rotinas, obrigando o cérebro a um trabalho adicional. Exemplo de exercícios:
- Use o relógio de pulso no braço direito;

- Ande pela casa de trás para frente;

- Vista-se de olhos fechados;

- Estimule o paladar, coma coisas diferentes;
- Leia ou veja fotos de cabeça para baixo concentrando-se em pormenores nos quais nunca tinha reparado;

- Veja as horas num espelho;

- Troque o mouse de lado;

- Escreva ou escove os dentes utilizando a mão esquerda (se for destro)

- Quando for trabalhar, utilize um percurso diferente do habitual
- Introduza pequenas mudanças nos seus hábitos cotidianos, transformando-os em desafios para o seu cérebro.

- Folheie uma revista e procure uma fotografia que lhe chame a atenção. Agora pense en 25 adjectivos que ache que a descrevem e/ou ao tema fotografado.

- Quando for a um restaurante, tente identificar os ingredientes que compõem o prato que escolheu e concentre-se nos sabores mais subtis. No final, tire a prova dos nove junto do empregado.

- Ao entrar numa sala onde esteja muita gente, tente determinar quantas pessoas estão do lado esquerdo e do lado direito. Identifique os objectos que decoram a sala, feche os olhos e enumere-os.

- Seleccione uma frase de um livro e tente formar uma frase diferente utilizando as mesmas palavras.

- Experimente jogar a qualquer coisa que nunca tenha tentado antes.

- Compre um puzzle e tente encaixar as peças correctas o mais rapidamente que conseguir, cronometrando o tempo. Repita a operação e veja se progrediu.

- Experimente memorizar aquilo que precisa de comprar no supermercado, em vez de elaborar uma lista. Utilize mnemónicas ou separe mentalmente o tipo de produtos que precisa. Desde que funcionem, todos os métodos são válidos.

- Recorrendo a um dicionário, aprenda uma palavra nova todos os dias e tente introduzi-la (adequadamente!) nas conversas que tiver.

- Ouça as notícias na rádio ou na televisão quando acordar. Durante o dia escreva os pontos principais de que se lembrar.

- Ao ler uma palavra pense em cinco que comecem com a mesma letra.

A proposta é mudar o comportamento rotineiro. 
Tente, faça alguma coisa diferente com seu outro lado e estimule o seu cérebro.